# 池田徳定
池田 徳定（いけだ のりさだ）は、因幡若桜藩（鳥取西館新田藩）の最後の藩主、華族（子爵）。

## 生涯
嘉永元年（1848年）11月25日、第8代藩主・池田清直の兄・池田仲諟の次男として生まれる。文久2年（1862年）に兄で第9代藩主の清緝が死去したため、その養子として家督を継ぎ、徳風（のりかぜ）と改名する。のち、さらに徳定と改名した。「徳」の字は、義父でもある本家の鳥取藩主・池田慶徳からの偏諱、「定」の字は7代藩主・定保まで用いられていた通字である。
幕末期は佐幕派として御所警備を務め、義父・慶徳の補佐に努め、元治元年（1864年）の禁門の変では慶徳の名代として軍を率いて上洛し、禁門の変にも参加した。慶応4年（1868年）の戊辰戦争では、鳥取藩とともに新政府側に与して伊勢桑名藩と戦った。明治元年（1868年）12月10日、藩名を若桜藩と改名する。明治2年（1869年）6月、戊辰戦争の恩賞として6000両を与えられた。
明治3年（1870年）3月、鳥取藩に合併されて若桜藩は廃藩となった。明治17年（1884年）、華族令により子爵に叙せられる。明治43年（1910年）6月21日に死去した。享年63。

## 家族
- 妻：池田常子（池田敬三郎長女、池田慶徳養女）

子供は常子との間に4女1男 
- 長女：鋹子 - 夫：池田博愛
- 次女：定子 - 夫：松本順了
- 三女：環子 - 夫：日野英治
- 四女：敬子 - 夫：井上正言（旧高岡藩井上家12代、子爵）
- 五女：鶴子 - 夫：池田鋭吉
- 六女：智加子 - 夫：山田四郎（陸軍中佐、大久保利貞[1]三男、幼児期に山田家養子）
- 長男：池田清就（若桜池田家11代、子爵）
  - 妻：謙子（池田仲博四女）